# کنگره جوامع دموکراتیک کردستانی اروپا
کنگره جوامع دموکراتیک کردستانی اروپا (ک.ج.د.ک-اروپا)، (به کردی: Kongreya Civakên Demokratîk a Kurdîstanîyên Ewrupa; KCDK-E) که پیش از این تا سال ۲۰۱۴ با عنوان کنفدراسیون انجمن‌های کرد در اروپا (کُن-کُرد) شناخته می‌شد، یک انجمن کردهای اروپا است که مقر آن در شارلروآ در بلژیک قرار دارد. اعضای فدراسیون، در کشورهای مختلف اروپایی قرار دارند و چند انجمن نیز از کانادا و استرالیا در این فدراسیون عضویت دارند. کنگره جوامع دموکراتیک کردستانی اروپا بزرگ‌ترین سازمان کردها در تبعید است. اعضای آن را عمدتاً کردهای اهل کشور ترکیه تشکیل می‌دهند. به گفتهٔ تاگ‌اشپیگل و نیز منابع نزدیک به حکومت ترکیه، فدراسیون ارتباط نزدیکی با حزب کارگران کردستان (پ.ک.ک) دارد.
کنگره جوامع دموکراتیک کردستانی اروپا در سال ۲۰۱۵ اعلام کرد که به کمیته هماهنگی بین‌المللی احزاب و سازمان‌های انقلابی خواهد پیوست.